# JBoss (entreprise)
JBoss, Inc. est une division de Red Hat qui édite le serveur d'applications J2EE JBoss.

## Histoire
Les développeurs du cœur de JBoss ont tous été employés par une société de services appelée « JBoss Inc. ». Celle-ci a été créée initialement par Marc Fleury, le concepteur de la première version de JBoss. Le projet est sponsorisé par un réseau mondial de partenaires et utilise un modèle d'entreprise fondé sur le service (la maintenance, le conseil, la formation et les certifications). 
Le 19 juillet 2004, Jboss obtient la certification J2EE (Java 2 Enterprise Edition) en version 1.4.
En France, la Direction générale des Impôts choisit Jboss en août 2004 pour la compatibilité de ses serveurs avec les nouvelles normes J2EE.
En septembre 2004, JBoss application server  passe en version 4.0 et rejoint la fondation Eclipse. Le 13 décembre, JBoss Application Server avait été téléchargé plus de 5 millions de fois ; la compagnie annonce son nouveau modèle d'entreprise : JBoss Enterprise Middleware System (JEMS), une plateforme Open Source pour SOA .
En 2005, Marc Fleury revendique la place de no 1 mondial du Middleware, Hibernate sort dans sa version 3 le 1er mars et Jboss voit sa première conférence utilisateurs annuelle (le Jboss World) à Atlanta aux États-Unis. 
Le 21 mars 2005, Novell et Jboss annoncent une évolution significative de leur partenariat : Novell s'engage à empaqueter JBoss Application Server avec son  SuSE Linux Enterprise Server et son Novell exteNd.
Jboss annonce le 5 mai 2005 son positionnement sur le marché européen et asiatique des intergiciels avec la création à Londres et à Bangalore de nouveaux bureau.
Le consultant indien expert en informatique, Satyam, devient intégrateur Système Certifié Jboss courant octobre 2005 afin entre autres de fournir des solutions robustes tout en diminuant le coût total de possession  (TCO) grâce à des solutions ouvertes (un exemple : le coût des licences).
Le Nomura Research Institute (NRI) intègre Jboss dans sa solution « OpenStandia » fin août 2005. 
Le Jboss World Barcelona s'est tenu le 10-12 octobre 2005 à Barcelone en Espagne. Cela a été l'occasion pour Alfresco, le leader dans la gestion de contenu de la sortie imminente de son Alfresco Enterprise Network dans sa version Release Candidate utilisant un modèle Aspect-Oriented Programming (AOP) avec Hibernate et Jboss Cache.
En avril 2006, Red Hat rachète JBoss Inc pour $350 millions de dollars. En mai, JBoss rejoint le W3C (World Wide Web Consortium), l'OASIS (Organization for the Advancement of Structured Information Standards) et le WS-I (Web Services Interoperability). 
En février 2007, Marc Fleury quitte le groupe Red Hat.
Vitria, un intégrateur de solutions, s'associe à Red Hat pour fournir une solution d'architecture orientée services (SOA) comprenant son logiciel Business Accelerator et le JBoss Enterprise Application Platform pour « donner aux clients la liberté de choisir des composants SOA et de les combiner pour créer la meilleure solution à leurs besoins particuliers ». (24 avril 2007)